# Медзьна (гмина)
Ме́дзьна (пол. Miedźna) — сельская гмина (волость) в Польше, входит как административная единица в Пщинский повет, Силезское воеводство. Население — 15 434 человека (на 2006 год).

## Демография
| Перепись                       | Всего   | Всего | Женщины | Женщины | Мужчины | Мужчины |
| ------------------------------ | ------- | ----- | ------- | ------- | ------- | ------- |
| Единицы                        | человек | %     | человек | %       | человек | %       |
| Население                      | 15 434  | 100   | 7670    | 49,7    | 7764    | 50,3    |
| Плотность населения (чел./км²) | 309,2   | 309,2 | 153,7   | 153,7   | 155,6   | 155,6   |

## Сельские округа
1. Фрыдек
2. Гилёвице
3. Гура
4. Гжава
5. Медзьна
6. Воля

## Соседние гмины
1. Гмина Бествина
2. Гмина Бойшовы
3. Гмина Бжеще
4. Гмина Освенцим
5. Гмина Вилямовице